# Sidebar (publicidad)
Una Sidebar, o barra lateral es un elemento de publicidad que se aplica a la información colocada junto a un artículo en una guía impresa o publicación web, gráfica independiente, pero con relación contextual.
El término ha sido utilizado mucho en periódicos y revistas de diseño. Ahora es común en el diseño de páginas web, donde se originaron las barras laterales como espacio publicitario y han evolucionado para incluir información como enlaces rápidos a otras partes del sitio, o enlaces a materiales relacionados en otros sitios. Barras laterales en línea suelen incluir pequeños fragmentos de información como citas, encuestas, listas, imágenes o herramientas.
- Datos: Q6127436